# Peter Boone
Peter Boone is een Belgisch voormalig bowler.

## Levensloop
Boone behoorde tot het 'team of five' (voorts samengesteld uit Roger Pieters, Gery Verbruggen, Yves Van Eijken, Yves Van Damme en Jean-Marc Lebon) dat brons won op de Europese kampioenschappen van 1993 te Malmö.